# Cotesia charadrae
Cotesia charadrae är en stekelart som först beskrevs av Muesebeck 1921.  Cotesia charadrae ingår i släktet Cotesia och familjen bracksteklar. Inga underarter finns listade i Catalogue of Life.